# Cecidocharella elegans
Espèce
Synonymes
Cecidocharella ogloblini Aczel, 1953
Cecidocharella elegans est une espèce d'insectes diptères brachycères muscomorphes de la famille des Tephritidae et de la sous-famille des Tephritinae. Elle est trouvée au Brésil.